# Raoul Pène Du Bois
Raoul Pène Du Bois (New York, 29 novembre 1914 – New York, 1º gennaio 1985) è stato un costumista statunitense, teatrale e cinematografico.
Vincitore nel 1953 e nel 1971 del Tony Award, fu due volte candidato all'Oscar.

## Filmografia

### Costumista
- Ready for Love, regia di Marion Gering (1934)
- Il Re della Louisiana (Louisiana Purchase), regia di Irving Cummings (1941)
- Happy Go Lucky, regia di Curtis Bernhardt (1943)
- Dixie, regia di A. Edward Sutherland (1943)
- Le schiave della città (Lady in the Dark), regia di Mitchell Leisen (1944)
- L'avventura viene dal mare (Frenchman's Creek), regia di Mitchell Leisen (1944)
- Kitty, regia di Mitchell Leisen (1945)
- Giovanna d'Arco (Joan of Arc), regia di Victor Fleming (1948)
- Plain and Fancy
- The Dangerous Christmas of Red Riding Hood

## Spettacoli teatrali (parziale)
- Ziegfeld Follies of 1934 (Broadway, 4 gennaio 1934)
- Keep Moving (Broadway, 23 agosto 1934)
- Life Begins at 8:40 (Broadway, 27 agosto 1934)
- Thumbs Up! (Broadway, 27 dicembre 1934)
- Jumbo (Broadway, 16 novembre 1936)
- Ziegfeld Follies of 1936 - costumi addizionali (Broadway, 30 gennaio 1936)
- Ziegfeld Follies of 1936 - numeri Sentimental Weather e Isle in the West Indies (Broadway, 14 settembre 1936)
- Too Many Girls (Broadway, 18 ottobre 1939)